# John Perry (Ingenieur)
John Perry (* 14. Februar 1850 in Garvagh, County Londonderry; † 4. August 1920) war ein irischer Physiker und Ingenieur, einer der Erfinder des Kreiselkompasses. Außerdem war er Unterrichtsreformer in der Ingenieursausbildung in England.

## Leben und Beruf
Perrys Vater war Maler und Glaser und zog mit seiner Familie nach Belfast. John Perry hatte noch drei Schwestern und einen älteren Bruder, der County Surveyor in Galway wurde und Vater von Alice Perry, der ersten Frau in Europa mit Ingenieursabschluss. Perry besuchte Schulen in Garvagh und Belfast und war von 1864 bis 1868 Lehrling in einer Gießerei (Lagan Foundry) in Belfast. Von 1868 bis 1870 studierte er Ingenieurwesen bei James Thomson am Queen’s College Belfast, während er im Sommer in der Gießerei arbeitete. Die Überanstrengung gefährdete sein Sehvermögen. Er erwarb dennoch 1870 sein Ingenieursdiplom (Bachelor of Engineering) mit Bestnoten (er erhielt eine Goldmedaille).
Danach lehrte er am Clifton College in Bristol Mathematik und Physik, wobei er eines der ersten Physiklaboratorien an englischen Schulen einrichtete. 1874 wurde er Assistent von Lord Kelvin an der Universität Glasgow, den er als seinen Lehrer betrachtete. Von 1875 bis 1879 lehrte er an der kaiserlichen technischen Hochschule in Tokio. Mit seinem dortigen Kollegen William Edward Ayrton publizierte er in dieser Zeit zahlreiche Aufsätze. Nach seiner Rückkehr wurde er Examinator für Ingenieurwesen am City and Guilds of London Institute und 1882 Professor für Maschinenbau und angewandte Mathematik am City and Guilds of London Technical College in Finsbury. 1896 wurde Perry Professor am Royal College of Science in London.
1879 heiratete er Alice Jowitt. Die Ehe blieb kinderlos. Er liegt in Wendover in Buckinghamshire begraben, wo er ein Landhaus hatte.

## Werk und Ehrungen
Perry wurde Bald wurde er auch durch seine an der Praxis orientierten Lehrbücher bekannt. 1899 erreichte er, dass praktische Mathematik als Prüfungsfach zugelassen wurde und setzte sich für deren Lehre auch in seiner Polemik Englands Neglect of Science von 1901 ein. Insbesondere war er ein Gegner der in seiner Sicht pedantischen, von Klassizisten propagierten Lehre der euklidischen Geometrie nach Euklids Elementen.
Am City and Guilds of London Technical College reformierte Perry zusammen mit William Ayrton und dem Chemiker Henry Edward Armstrong (1848–1937) die Ingenieursausbildung in England (manchmal ist von der „Finsbury method“ die Rede). Sie legten Wert sowohl auf mathematische als auch auf praktische Ausbildung, führten Millimeterpapier ein und legten Wert auf graphische Illustrationen.
1882 baute er mit William Edward Ayrton das Ayrton & Perry Electric Tricycle, das zweite Elektrofahrzeug der Welt (nur wenige Monate nach dem ersten, dem Trouvé Tricycle).
Perry wurde 1885 Fellow der Royal Society. 1900 bis 1901 war er Präsident der Institution of Electrical Engineers und 1910 bis 1911 war er Präsident der Physical Society of London. Er war mit Physikern wie George Francis FitzGerald und Joseph Larmor befreundet.
Er war neben Hermann Anschütz-Kaempfe und Elmer Ambrose Sperry einer der Erfinder des Kreiselkompass. Dafür erhielt er mit Sidney Brown 1919 ein US-Patent. Von ihm stammen zahlreiche weitere Erfindungen und Patente, wobei er bei elektrischen Messgeräten viel (bis 1889) mit Ayrton zusammenarbeitete. Erfolgreich war seine Erfindung eines Messgeräts für Stromverbrauch. Für die Telpherage Company baute er eine elektrische Seilbahn für den Transport von Ton und mit seinem Bruder baute er Wasserkraftwerke in Galway aus.
1895 griff er die Theorie des Alters der Erde von Lord Kelvin an und plädierte für ein höheres Alter aufgrund einer teilweise flüssigen Natur im Erdinnern mit entsprechender Konvektion. Der Beitrag hatte aber keinen großen Einfluss, auch wenn er zum Teil spätere Erkenntnisse vorwegnahm. Sein Buch über höhere Analysis für Ingenieure wurde von Robert Fricke und Fritz Süchting ins Deutsche übersetzt.
1881 erhielt er die Silbermedaille der Royal Society of Arts für seine Vorlesung The future development of electrical appliances.
1901 erhielt er einen Ehrendoktor der Universität Glasgow (LLD) und er war Ehrendoktor der Royal University of Ireland (D.Sc.). Ab 1904 war er Schatzmeister der British Association for the Advancement of Science.

## Schriften
- Practical Mechanics, Cassel/Petter/Galpin 1883, Archive
- Spinning Tops and Gyroscopic Motions, Dover 1957 (zuerst 1890 als Vortrag auf dem Treffen der British Association for the Advancement of Science in Leeds)
- On the age of the earth, Nature, Band 51, 1895, S. 224–227, 341–342, 582–585 (auch als Privatdruck 1894).
- The Calculus for Engineers, Edward Arnold 1897, Archive
  - Deutsche Übersetzung: Höhere Analysis für Ingenieure, Teubner 1902, Digitalisat
- Applied mechanics, 1897
- Steam and practical mathematics, 1899
- The steam engine and gas and oil engines, Macmillan 1902, Archive